# Nadeschdino (Kaliningrad, Bagrationowsk)
Nadeschdino (russisch Надеждино, deutsch Lampasch) ist ein Ort in der russischen Oblast Kaliningrad. Er gehört zur kommunalen Selbstverwaltungseinheit Stadtkreis Bagrationowsk im Rajon Bagrationowsk.

## Lage
Nadeschdino liegt am Westufer der Beisleide (russisch: Reswaja) im äußersten Südosten des Rajon Bagrationowsk, von der Rajonshauptstadt Bagrationowsk (Preußisch Eylau) lediglich vier Kilometer weit entfernt. Durch den Ort führt eine Nebenstraße, die Bagrationowsk über Berjosowka (Groß Sausgarten, 2 Kilometer) mit Gwardeiskoje (Mühlhausen, 11 Kilometer) bzw. Tischino (Abschwangen, 13 Kilometer) an der russischen Regionalstraße 27A-083 (ex A 196, ehemalige deutsche Reichsstraße 131) verbindet.
Die nächste Bahnstation ist Bagrationowsk an der Bahnstrecke Kaliningrad–Bagrationowsk, der auf russischem Gebiet sich befindenden Teilstrecke der ehemaligen Ostpreußischen Südbahn.

## Geschichte
Das ehemals Lampasch genannte Dorf war von 1874 bis 1945 in den Amtsbezirk Loschen (russisch: Lawrowo) im Landkreis Preußisch Eylau im Regierungsbezirk Königsberg der preußischen Provinz Ostpreußen eingegliedert. Im Jahre 1910 waren hier 159 Einwohner registriert. Ihre Zahl betrug 1933 noch 155 und stieg bis 1939 auf 167 an.
Infolge des Zweiten Weltkrieges kam Lampasch mit dem gesamten nördlichen Ostpreußen zur Sowjetunion. Im Jahr 1947 wurde der Ort in Nadeschdino umbenannt. Der Name wurde nach der Herkunft der Neusiedler aus dem Dorfsowjet Nadeschdinski selski Sowet im Rajon Jermisch in der russischen Oblast Rjasan gewählt. Bis 2008 war Nadeschdino Sitz eines Dorfsowjets bzw. Dorfbezirks im Rajon Bagrationowsk. Von 2008 bis 2016 gehörte Nadeschdino zur Landgemeinde Gwardeiskoje selskoje posselenije und seither zum Stadtkreis Bagrationowsk.

### Nadeschdinski selski Sowet/okrug 1947–2008
Der Dorfsowjet Nadeschdinski selski Sowet (ru. Надеждинский сельский Совет, Nadeschdinski selski Sowet) wurde im Juni 1947 eingerichtet. Nach dem Zerfall der Sowjetunion bestand die Verwaltungseinheit als Dorfbezirk Nadeschdinski selski okrug (ru. Надеждинский сельский округ). Die sich im Jahr 2008 noch im Dorfbezirk befindlichen acht Orte wurden dann in die neu gebildete Landgemeinde Gwardeiskoje selskoje posselenije eingegliedert.
| Ortsname                                                                   | Name bis 1947/50                        | Bemerkungen |
| -------------------------------------------------------------------------- | --------------------------------------- | --- |
| Berjosowka (Берёзовка)                                                     | Groß Sausgarten, Naunienen und Pieskeim | Die Orte wurden 1947 umbenannt. |
| Bolschoje Osjornoje (Большое Озёрное)                                      | Klein Sausgarten                        | Der Ort bildete zunächst zusammen mit Maloje Osjornoje den Ort Osjornoje. |
| Borowoje (Боровое)                                                         | Bekarten, Melonkeim und Rohrmühle       | Die Orte wurden 1947 umbenannt. |
| Dubki (Дубки)                                                              | Neucken                                 | Der Ort wurde 1950 umbenannt. |
| Gromowo (Громово)                                                          | Storkeim                                | Der Ort wurde 1950 umbenannt, gehörte zunächst zum Dorfsowjet Tischinski und wurde vor 1975 verlassen. |
| Kaschtanowka (Каштановка)                                                  | Serpallen                               | Der Ort wurde 1947 umbenannt und vor 1975 verlassen. |
| Kusnetschnoje (Кузнечное), jetzt: Berjosowka (Берёзовка)                   | Genditten und Kniepitten                | Der Ort wurde 1947 umbenannt, gehörte zunächst zum Dorfsowjet Tischinski und wurde vor 1975 an den Ort Berjosowka angeschlossen.                                                                                  |
| Lawrowo (Лаврово)                                                          | Loschen                                 | Der Ort wurde 1947 umbenannt und vor 1975 verlassen. |
| Maloje Osjornoje (Малое Озёрное)                                           | Auklappen                               | Der Ort bildete zunächst zusammen mit Bolschoje Osjornoje den Ort Osernoje. |
| Nadeschdino (Надеждино)                                                    | Lampasch                                | Verwaltungssitz |
| Maloje Osjornoje (Малое Озёрное) und Bolschoje Osjornoje (Большое Озёрное) | Auklappen und Klein Sausgarten          | Der Ort wurde 1947 umbenannt. Vor 1975 wurde der Ort wieder auf die beiden ehemaligen deutschen Orte aufgeteilt. Dabei wurde Auklappen mit Maloje Osjornoje und Klein Sausgarten mit Bolschoje Osjornoje benannt. |
| Ostrowskoje (Островское)                                                   | Mostitten, Plenitten und Ranglack       | Der Ort wurde 1947 umbenannt, gehörte zunächst zum Dorfsowjet Tischinski und wurde vor 1975 verlassen. |
| Pessotschnoje (Песочное)                                                   | Gallitten und Palpasch                  | Der Ort wurde 1947 umbenannt. |
| Rakitnoje (Ракитное)                                                       | Rappeln                                 | Der Ort wurde 1947 umbenannt und vor 1975 verlassen. |
| Rjasanskoje (Рязанское)                                                    | Guwöhnen                                | Der Ort wurde 1950 umbenannt und vor 1988 an den Ort Pessotschnoje angeschlossen. |
| Snamenskoje (Знаменское)                                                   | Kutschitten                             | Der Ort wurde 1950 umbenannt. |
| Solnzewo (Солнцево), jetzt: Berjosowka (Берёзовка)                         | Perkuiken, Sossehnen und Tollkeim       | Der Ort wurde 1947 umbenannt und gehörte zunächst zum Dorfsowjet Tischinski. Er wurde vor 1975 an den Ort Berjosowka angeschlossen.                                                                               |
| Wischnjaki (Вишняки)                                                       | Galben                                  | Der Ort wurde 1947 umbenannt und gehörte zunächst zum Dorfsowjet Tischinski. Er wurde vor 1988 an den Ort Pessotschnoje angeschlossen.                                                                            |

## Kirche
Mit seiner vor 1945 überwiegend evangelischen Bevölkerung war Lampasch in das Kirchspiel Schmoditten (heute russisch: Rjabinowka) eingegliedert und gehörte zum Kirchenkreis Preußisch Eylau (Bagrationowsk) in der Kirchenprovinz Ostpreußen der Kirche der Altpreußischen Union.
Heute liegt Nadeschdino im Einzugsgebiet der in den 1990er Jahren entstandenen evangelisch-lutherischen Dorfkirchengemeinde in Gwardeiskoje (Mühlhausen). Sie ist Filialgemeinde der Auferstehungskirche in Kaliningrad (Königsberg) innerhalb der Propstei Kaliningrad der Evangelisch-lutherischen Kirche Europäisches Russland (ELKER).

## Sohn der Gemeinde
- Marjan Schultz (1892–1942), Hafendirektor in Königsberg